# Argyrolepidia cissia
Argyrolepidia cissia là một loài bướm đêm trong họ Noctuidae.